# دبيق كردي
الدبيق الكردي (باللاتينية: Bupleurum kurdicum) نوع نباتي ينتمي إلى جنس الدبيق من الفصيلة الخيمية.

## الموئل والانتشار
موطن هذا النوع بلاد الشام وتركيا.

## مرادفات للاسم العلمي
- (باللاتينية: Bupleurum armenum Boiss. & Kotschy)
- (باللاتينية: Bupleurum kurdicum f. armenum (Boiss. & Kotschy ex Boiss.) H.Wolff)
- (باللاتينية: Bupleurum kurdicum f. bornmuelleri H.Wolff)
- (باللاتينية: Bupleurum kurdicum f. pseudogerardii Hausskn. ex H.Wolff)